# 930

## Esdeveniments
- Castella - Burgos es converteix en capital del Comtat de Castella
- Creació de l'assemblea nacional (poder legislatiu) més antiga encara en vigor a Islàndia
- Fundació del monestir de Cluny i naixement d'aquest orde

## Necrològiques
- Daigo, emperador del Japó